# Abietinaria anguina
Abietinaria anguina är en nässeldjursart som först beskrevs av Trask 1857.  Abietinaria anguina ingår i släktet Abietinaria och familjen Sertulariidae. Inga underarter finns listade i Catalogue of Life.